# Federació Democràtica de Dones d'Alemanya
La Federació Democràtica de Dones d'Alemanya (en alemany: Demokratischer Frauenbund Deutschlands, o DFD) va ser una organització feminista a Alemanya de l'Est. Va formar part del Front Nacional de la República Democràtica Alemanya, comptant amb representació parlamentària en la Càmera Popular. En 1988, l'organització va arribar a comptar amb 1,5 milions de membres. Els objectius de l'organització eren els següents:
- Eliminació de les idees feixistes
- Educació per a dones
- Igualtat de drets
- Condicions de vida justes
- Educació dels nens en l'esperit de l'humanisme i la pau
- Cooperació amb el moviment internacional de dones

## Presidència
| Nom          | Inici            | Final            |
| ------------ | ---------------- | ---------------- |
| Elli Schmidt | 1949             | setembre de 1953 |
| Ilse Thiele  | setembre de 1953 | novembre de 1989 |